# Rádio Podzemí
Radio Podzemí bylo českobudějovické rádio, bez licence vysílané v pásmu FM na frekvenci 99,7 MHz nadšenci a amatéry v „divoké době éteru“ po roce 1990.
Sídlilo ve sklepě (odtud název) v ulici Jírovcova v domě vedle Gymnázia J. V. Jirsíka. Zpočátku velmi slabý dosah kolem dvou až čtyř kilometrů byl postupně posilován, až byl kvalitně zachytitelný po celých Českých Budějovicích a velké oblasti v okolí.
Postupně popularita rádia velmi rostla. Později byla rádiu udělena vysílací licence a bylo přejmenováno na Radio Faktor, podle zakladatele a ředitele Ladislava Faktora. Později přešlo Radio Faktor (dnes Hitrádio Faktor) na frekvenci 104,3 MHz na vysílač na hoře Kluk, později až na Kleti a na frekvenci 99,7 MHz začalo vysílat Radio Gold (dnes Rock Radio).